# زوستيرا نولتي
زوستيرا نولتي (بالإنجليزية: Zostera noltii)‏ أو حزامية نولتي هو نوع من الأعشاب البحرية المعروفة بالاسم الشائع قزم الأنقليس. توجد في المياه الساحلية الضحلة في شمال غرب أوروبا والبحر الأبيض المتوسط والبحر الأسود وبحر قزوين وبحر آرال وفي جزر المحيط الأطلسي قبالة سواحل شمال غرب إفريقيا. إنه جزء مهم من النظم البيئية الواقعة بين المد والجزر والضحلة تحت المدية في مصبات الأنهار والخلجان والبحيرات.

## الوصف
تمتلك الزوستيرا نولتي جذمورًا متعرش يمتد تحت سطح قاع البحر. حيث تنمو كمجموعات من اثنين إلى خمسة أوراق على شكل شريط من العقد الموجودة على الجذمور وتحمل كل عقدة أيضًا خصلة تصل إلى أربعة جذور قصيرة تثبت النبات في الرواسب. تحتوي الأوراق على ثلاثة عروق طولية غير منتظمة ونهايات غير حادة مسننة. يصل طولها إلى 22 سم (9 بوصات) وتحتوي على مساحات هوائية تجعلها طافية. وتنمو عدة أزهار منفصلة للذكور والإناث على جذع جانبي قصير على شكل رمح. كما تتطور البذور البيضاء الملساء داخل كبسولة خضراء ذات جدران غشائية ويبلغ طولها حوالي 2 مم (0.08 بوصة).

## مناطق التوزيع والموطن

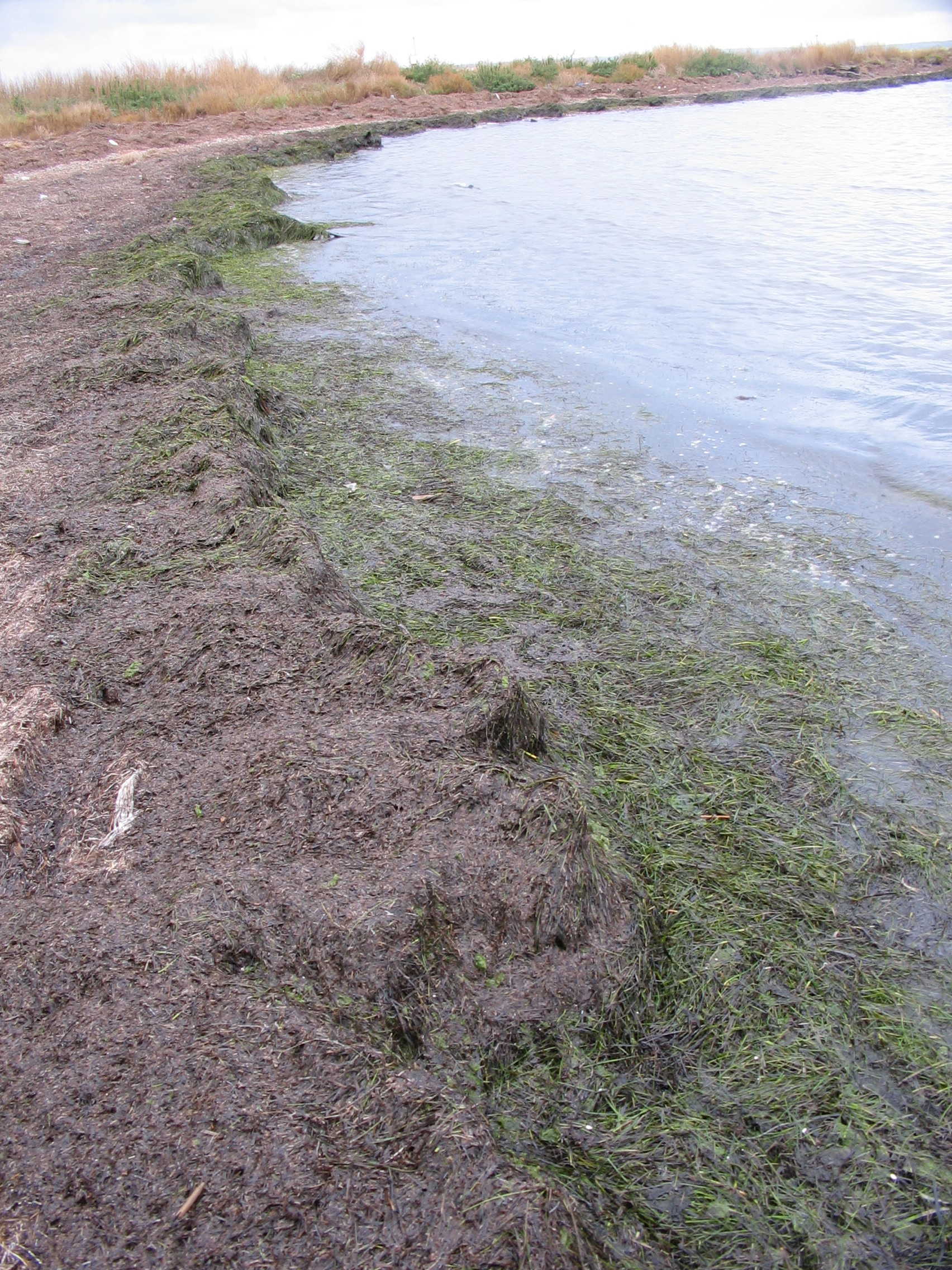
أسرة من ثعبان البحر القزم على الشاطئ فيبورت سانت لويس دو رون (Port-Saint-Louis-du-Rhône) في فرنسا

عُثر على الزوستيرا نولتي في شرق المحيط الأطلسي على طول سواحل أوروبا أقصى الشمال حتى النرويج والسويد وبحر البلطيق. أيضًا حول الجزر البريطانية ينمو على نطاق واسع في اللسان البحري فيرثس موراي وكرومارتي وواش ومصب نهر التايمز. وقد عثر على كميات كبيرة منها في أيرلندا في سترانجفورد لوف وميناء دونجارفان وخليج دبلن. أما في البحر الأبيض المتوسط والبحر الأسود فيقتصر الأمر على الظروف معتدلة الملوحة وتكون موجودة في البحيرات ومصبات الأنهار. ثم إنه النوع الوحيد من الأعشاب البحرية الموجودة في بحر قزوين وبحر آرال. ثم إنها تنمو في المغرب وموريتانيا وجزر الكناري والرأس الأخضر. حيث تنمو بأسلوب بيني على ركائز رملية أو موحلة ويمكن لها أن تتحمل مستويات مختلفة من الملوحة. وهي تميل إلى النمو في نطاق أعلى من الشاطئ من أسرة زوستيرا مارينا وغالبًا ما تختلط مع الأعشاب البحرية الأخرى (روبيا spp.). كما تنمو بطريقة خفية في المياه العميقة عندما تكون في ملوحة منخفضة أو في المياه قليلة الملوحة في مصبات الأنهار والبحيرات. وهي تتأثر سلبًا بمستويات المغذيات العالية والمياه العكرة.

## علم الاحياء
يبدأ نمو حزامية نولتي في الربيع مع ظهور أوراق جديدة وإطالة وتشعب جذمورها. ثم تظهر قيعان كثيفة من البراعم مع مروج الأعشاب البحرية التي تغطي المسطحات المدية في أثناء فصل الصيف، وفي هذا الوقت يحدث الإزهار. وبحلول الخريف يتوقف النمو أما في أثناء فصل الشتاء إما أن تتكسر معظم الأوراق أو تأكلها الطيور بحيث تكون الأجزاء الوحيدة المتبقية هي الجذور المغمورة. وقد تعيش مجموعة من الجذور لسنوات عديدة.
حيث تطلق الأزهار الذكرية خيوطًا من حبوب اللقاح لها نفس كثافة المياه المحيطة بها والتي تظل قادرة على تخصيب أزهار الإناث لعدة أيام. أما كبسولات البذور فهي عملية بناء ضوئي وتحتوي على فقاعة من الهواء. وبعد بضعة أسابيع ينقسمون ومن ثم تغوص البذرة في القاع. وبدلاً من ذلك قد تنفصل الكبسولات عن النبات وتطفو بعيدًا ومن ثم تطلق البذرة في مكان آخر. حيث تتناثر البذور بواسطة الأمواج والتيارات، أو أحيانًا على أقدام أو في أحشاء طائر.

## علم البيئة

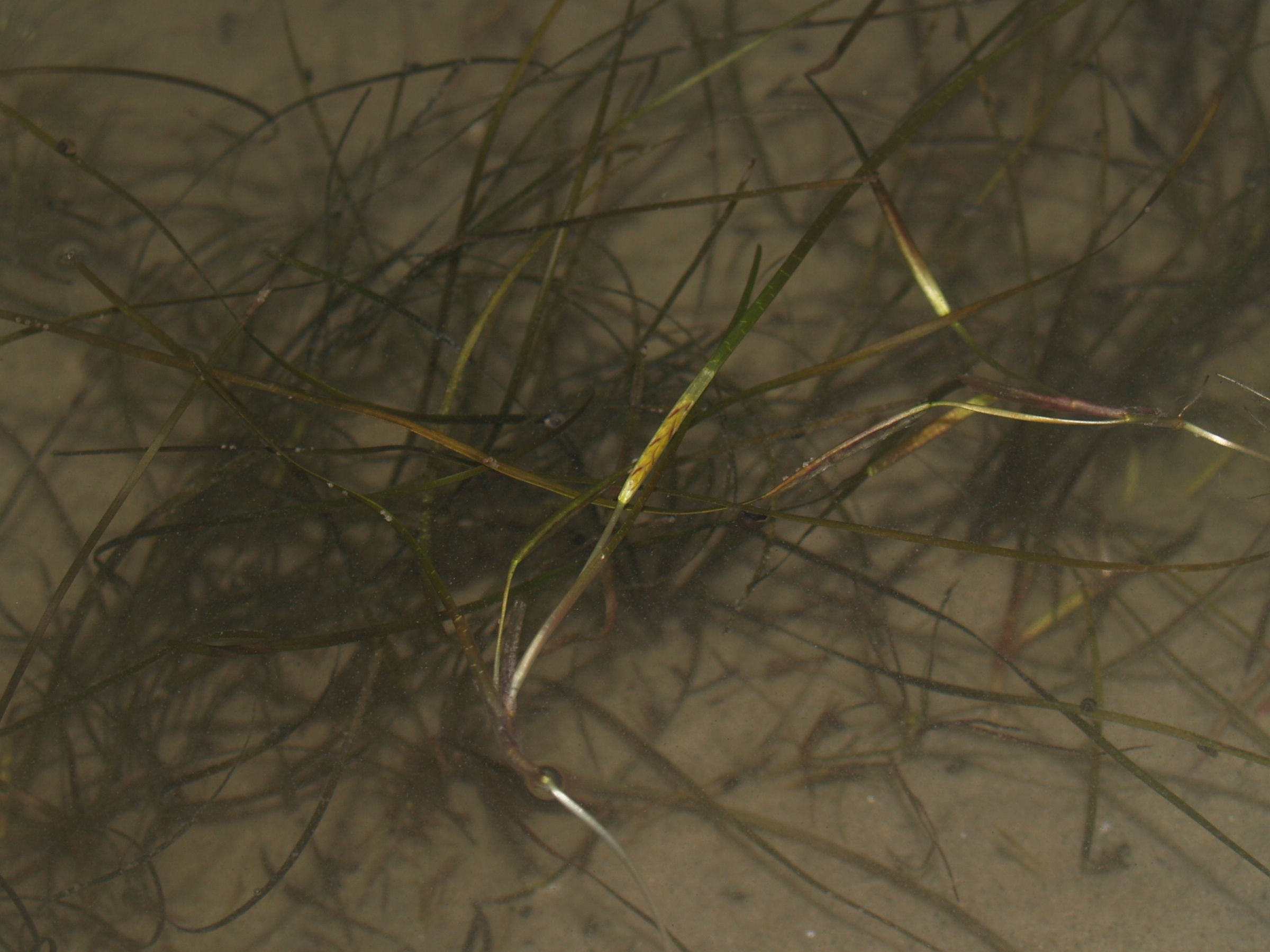
زوستيرا نولتي تعمل على استقرار قاع البحر

تعتبر طبقات الأعشاب البحرية عالية الإنتاجية وتشكل أساس النظم البيئية الساحلية المهمة. حيث تنمو العديد من الأنواع المختلفة من الطحالب بكيفية نباتية في الزوستيرا نولتي. وتشمل هذه أنواع الطحالب البنية: كلادوسيفون زوستيرا وهالوثريكس لومبريكاليس وليبلونديلا دينسا وميريونيما ماغنوسي وبونكتاريا كريسباتا. وتنمو هذه أيضًا على الأعشاب البحرية الأخرى مثل الزوستيرا مارينا. الطفيلي المتصور بلازمودييفورا بيكاديتا يهاجم أعشاب ثعبان البحر، بما في ذلك الزوستيرا نولتي. حيث يمنع نمو المزيد من بين العقد ويتلف الكتل مع نمو الأوراق في خصلات مما يتسبب في ما يعرف بمرض الهزال. وتوفر أسرة عشب ثعبان البحر ملاذًا للعديد من اللافقاريات وملاذًا آمنًا لتنمية الأسماك الصغيرة. وتنتج المخلفات عندما تتحلل الأوراق في الشتاء بذلك تثري الرواسب. أما الأنسجة المتحللة فهي أساس السلسلة الغذائية وتوجد أعداد كبيرة من الطلائعيات في عمود الماء القريب تتغذى على المركبات العضوية المتسربة والبكتيريا التي تكسر الأنسجة.
تضطلع الزوستيرا نولتي بدورٍ مهم في النظام الغذائي الشتوي للبجعة الصاخبة سيجنوس سيجنوس (Cygnus cygnus)، والبجعة البكماء سيجنوس أولر (Cygnus olor)، والأوزة البرنت برنتا بيرنيكلا (Branta bernicla)، والويجون أنس بنيلوب (Anas penelope)، وفي الواقع تجمعات الأوز البرنت الشتوية في أوروبا قد انخفضت منذ انتشار مرض الهزال وانخفاض كمية عشب ثعبان البحر المتاحة. كما وانخفضت أعداد الويجون. حيث إنها طيور خجولة ولا تلجأ إلا إلى التغذية على الزوستيرا نولتي وذلك عندما يقومون باستنفاد أحواض الأعشاب البحرية الموجودة أسفل الشاطئ. وعلى الأقل عثر على بعض بذور عشب ثعبان البحر تنبت بحرية بعد مرورها عبر أمعاء الطيور البرية، وهذا يوفر وسيلة يتمكن بفضلها عشب ثعبان البحر السفر عشرات الكيلومترات (الأميال) وزيادة مداه. ومع ذلك نادرًا ما تقوم بمصادفة شتلات الزوستيرا نولتي والتكاثر الخضري لها حيث تُفصل أجزاء من الجذمور عن النبات الأم وربما يكون أكثر وسائل الانتشار شيوعًا.
تعتبر الزوستيرا نولتي والأعشاب البحرية الأخرى مهمة في تثبيت الرواسب وتقليل طاقة الأمواج وقد توفر دفاعًا ساحليًا ضد التآكل. ومع ذلك فهي حساسة للاختناق عن طريق تحويل الرواسب ولديها قدرة منخفضة على التعافي عند دفنها. وقد يكون هذا بسبب أوراقها القصيرة نسبيًا وافتقارها إلى الجذور العمودية. كما وتتعرض للخطر بانتظام على الشاطئ عند انخفاض المد ومقاومة الجفاف. ومع أنها تدعم مجموعة متنوعة بيولوجيًا من الأنواع الحيوانية إلا أنها أكثر عددًا في الأسرة تحت المدية. ومع أن أعداد الزوستيرا نولتي قد تتناقص ببطء، إلا أن القائمة الحمراء للأنواع المهددة بالانقراض الصادرة عن الاتحاد الدولي لحفظ الطبيعة تسردها على أنها «أقل أهمية».